# Anthopteropsis
Anthopteropsis é um género botânico pertencente à família Ericaceae.

## Espécies
- Anthopteropsis insignis A.C.Sm. in Woodson e Schery